# Pristimantis frater
Pour les articles homonymes, voir Frater.
Espèce
Synonymes
- Hylodes frater Werner, 1899
- Eleutherodactylus frater (Werner, 1899)

Statut de conservation UICN

 LC  : Préoccupation mineure
Pristimantis frater est une espèce d'amphibiens de la famille des Craugastoridae.

## Répartition
Cette espèce est endémique du centre de la Colombie. Elle se rencontre dans les départements de Cundinamarca et de Meta entre 1 000 et 1 600 m d'altitude sur le versant Est de la cordillère Orientale et sur la Serranía de la Macarena.

## Publication originale
- Werner, 1899 : Über Reptilien und Batrachier aus Columbien und Trinidad. Verhandlungen der Zoologisch-Botanischen Gesellschaft in Wien, vol. 49, p. 470–484 (texte intégral).